# Mưa thịt Kentucky
Mưa thịt Kentucky là một sự cố xảy ra trong khoảng thời gian vài phút vào ngày 3 tháng 3 năm 1876, khi thứ giống như là những mảnh thịt đỏ rơi từ trên trời xuống trong khu vực có diện tích 100 nhân 50 thước Anh (91 nhân 46 m)  gần khu định cư Rankin ở Bath County, Kentucky. Vào thời điểm đó, bà Crouch, vợ một người nông dân, đang làm xà phòng trên hiên nhà vào một buổi chiều nắng khi bà trình báo chính mắt nhìn thấy những miếng thịt rơi từ trên trời xuống. Bà ấy nói rằng bà chỉ đứng cách nhà mình khoảng 40 bước khi thịt bắt đầu đập xuống đất. Miếng thịt trông ghê tởm, theo bà Crouch cho biết. Crouch và chồng bà đều tin rằng sự kiện này biểu thị một dấu hiệu đến từ Chúa. Một sự kiện tương tự sau đó đã được báo cáo, nhưng lại ở châu Âu. Hiện tượng được các tờ Scientific American, New York Times đưa tin, và một số ấn phẩm khác tại thời điểm đó.
Hầu hết các miếng thịt này có kích thước khoảng 5 xentimét (2,0 in); vuông; ít nhất một miếng dài cỡ 10 xentimét (3,9 in) vuông. Thịt có vẻ là thịt bò, nhưng theo tin tức đầu tiên trên  Scientific American, hai quý ông đã nếm thử rồi nhận ra nó là thịt cừu hoặc hươu. B. F. Ellington, một thợ săn địa phương, xác định nó là thịt gấu. Viết trên tờ Sanitarian, Leopold Brandeis đã xác định chất này là Nostoc, một loại vi khuẩn lam. Brandeis đã đưa mẫu thịt cho Hiệp hội Khoa học Newark để phân tích thêm, dẫn đến một lá thư của Tiến sĩ Allan McLane Hamilton xuất hiện trên tập san Medical Record và cho biết miếng thịt này đã được nhận dạng là mô phổi từ ngựa hoặc trẻ sơ sinh, "cấu trúc của cơ quan trong hai trường hợp này gần như giống hệt nhau". Thành phần của mẫu này được sao lưu bằng phân tích sâu hơn, với hai mẫu thịt được xác định là mô phổi, ba miếng là cơ và hai miếng là sụn.
Giả thuyết Nostoc của Brandeis dựa trên thực tế rằng Nostoc mở rộng thành một khối giống như thạch rõ ràng khi mưa rơi lên đó, thường mang lại cảm giác rằng nó đang rơi cùng với mưa. Charles Fort đã nhận thấy trong cuốn sách đầu tiên nhan đề The Book of the Damned, rằng không có mưa vào lúc đó. Người dân địa phương ủng hộ lời giải thích là miếng thịt đã bị nôn ra bởi những con diều hâu, "theo thói quen của chúng, khi nhìn thấy một trong những người bạn đồng hành tự nôn mửa, ngay lập tức nó sẽ làm theo". Tiến sĩ L. D. Kastenbine đã trình bày giả thuyết này trên tờ Louisville Medical News như là lời giải thích tốt nhất về sự đa dạng của miếng thịt. Kền kền nôn mửa như một phần của việc trốn thoát nhanh chóng và cũng là một phương pháp tự vệ khi bị đe dọa. Fort giải thích dạng phẳng và khô của các khối thịt là kết quả của áp lực, và lưu ý rằng chín ngày sau, vào ngày 12 tháng 3 năm 1876, "tiểu thể" màu đỏ với dạng "rau" rơi xuống London.